# Meng Nan
Meng Nan (chino: 孟 楠, pinyin: Meng Nan) es una cantante y compositora chino que reside actualmente en Guangzhou, República Popular de China. Meng Nan tiene un contrato firmado con el sello discográfico de Universal Records, y recientemente ha lanzado su segundo álbum. Meng Nan saltó a la fama después de lanzar su primer álbum de forma independiente, titulado 'I only have me'. Después de recibir un premio como el mejor intérprete en una ceremonia musical que fue presentado y difundido por la red televisiva de Dongfang Tv. Luego fue contratada por Star Max, una compañía china de espectáculos.